# Tshabong
Tshabong är en ort i Kalahariöknen i sydvästra Botswana.
Tshabong är huvudort i distriktet Kgalagadi.